# Bark (båt)
Bark kallas inom svenska marinen före detta skeppsbåtar (oftast) som riggats med en kortare fockmast och en längre stormast, ett loggertsegel förs på vardera mast. Egentligen är seglen mer besläktade med setteesegel, men i litteratur och i dagligt tal benämns de loggertsegel. Denna riggtyp benämns barkrigg och båten är barkriggad eller barktacklad.
Båttypen är egentligen slup, d.v.s. plattgattade båtar till skillnad från de spetsgattade valbåtarna samt att de är större än giggar och mindre än barkasser.
Ursprungligen var skeppsbåtarna "ungefär" 10-huggare, d.v.s. de roddes med 10 åror +/- något årpar, men någon gång i historien har en del roddluckor satts igen, då de som barkar primärt seglas.
Barkarna användes från början som substitut för stora fartyg, som det inte fanns så många av, vid diverse militära övningar; Carlskrona båteskader (CBE) bildades 1867 för att främja användandet av barkarna även på fritiden.
På Marinmuseum i Karlskrona finns 10 bevarade barkar från 1800-talet, som kappseglas av CBE:
- Falken, byggd 1830, har tillhört linjeskeppet Försiktigheten, sjösatt 1784
- Biskopen, byggd 1843, ej skeppsbåt
- Biskopinnan, byggd 1843/44, ej skeppsbåt
- Lina, byggd 1851, har tillhört fregatten Desirée, sjösatt 1843[2]
- Örnen, byggd 1852, har tillhört fregatten Desirée, sjösatt 1843
- Tösen, byggd 1855, har tillhört fregatten Norrköping, sjösatt 1858 (alt. Prins Oscar, sjösatt 1830)
- Tärnan, byggd 1861, har tillhört fregatten Vanadis, sjösatt 1862
- Anden, byggd 1869, har tillhört fregatten Vanadis, sjösatt 1862
- Den Hvite, byggd 1872, har tillhört fregatten Vanadis, sjösatt 1862
- Ejdern, byggd 1882, har tillhört fregatten Norrköping, sjösatt 1858

Dessutom finns i utställningen barken Jumbo, som alltså inte seglas, som aldrig har varit skeppsbåt. Den användes av Kustartilleriet i Stockholm.
Barken Pojken ingick tidigare i samlingen, den ska numera finnas i Finland.
En annan riggtyp som förekommer i marinens båtar är loggertsegel på förliga stormasten och en jäck på den akterliga jäckmasten. Sådan rigg kallas ketchrigg och är vanlig på valbåtar.